# Papir Oxirinc 581
El Papir Oxirinc 581 (P. Oxy. 581 o P. Oxy. III 581) és un fragment de papir en grec antic, que sembla enregistrar la venda d'una esclava. Datat del 29 d'agost del 99, fou descobert, junt amb centenars d'altres papirs, per Bernard Pyne Grenfell i Arthur Surridge Hunt quan excavaven un antic abocador d'Oxirinc, a Egipte. El contingut del document fou publicat per l'Egypt Exploration Society el 1898, que el traslladà a l'University College, Dundee, més tard Universitat de Dundee, el 1903, on encara es troba. El papir, que fa 6,3 x 14,7 cm i conté 17 línies, és la conclusió d'un document més llarg, tot i que el principi del papir es va extraviar abans de ser trobat. Aquest document ha rebut una modesta atenció acadèmica, la més recent i completa en una traducció del 2009 del classicista Amin Benaissa del Lady Margaret Hall, Universitat d'Oxford.
El fragment sembla documentar el registre d'una venda d'esclaus a l'Agoranomeion d'Oxirinc, una institució cívica romana que s'ocupava del registre i gestió de documents i la supervisió d'imposts. P. Oxy. 581 esmenta quatre individus: la persona esclava, segurament una xiqueta de vuit anys; el comprador no identificat, per a qui s'està registrant la transacció; Demas, germà del comprador, així com l'anterior propietari de l'esclava, i Cecili Climent, un notari no especificat que també està relacionat amb altres quatre papirs d'Oxirinc que daten dels anys 86-100. Una «omissió inadvertida d'escrivà», en què el valor declarat de 3.000 dracmes de bronze, moneda en gran part obsoleta, no s'ha convertit en el seu equivalent en argent, es considera un error gens comú i ha servit per a identificar el document.

## Antecedents i descripció
Els Papirs d'Oxirinc són una col·lecció d'estranys fragments de papir descoberts en un antic abocador d'Oxirinc, a Egipte. El lloc fou excavat des del 1896 fins al 1907 per Bernard Pyne Grenfell i Arthur Surridge Hunt en nom de la branca grecoromana de l'Egypt Exploration Society, que més tard publicà el contingut dels descobriments i els va traslladar a institucions de tot el món. A part d'una minoria d'importants fragments literaris bíblics i clàssics, la gran majoria de la col·lecció es compon de correu relatiu als ciutadans privats d'Oxirinc tant durant el període hel·lenístic d'Egipte (305 ae-30 ae) com durant la successiva administració romana (32 ae-648).
Aquest papir fou escrit en grec antic, com la major part de la col·lecció, el 29 d'agost de l'any 99, i fou publicat per primera vegada en el volum III del catàleg de l'Egypt Exploration Society del 1898. Amb unes mides de 6,3 x 14 cm, el document «més aviat atapeït», consta de 17 línies i es considera complet en els costats esquerre, inferior i dret, i fracturat a la part superior; el fragment és la conclusió d'un missatge més llarg. El 1903, segons una carta enviada al llavors director John Yule Mackay, el president i el comité de la branca grecoromana votaren per presentar el papir a l'University College, Dundee, Universitat de Dundee des del 1967.  És l'únic dels Papirs d'Oxirinc que forma part de la col·lecció de la universitat, en què el conserven els serveis d'arxius residents. A partir del 2006, aquest papir és l'element més antic del registre de la institució. El document ha aparegut en una breu història de R. A. Cols del Museu Ashmolean el 1998, una descripció del fons per l'arxivista adjunta de Dundee, Caroline Brown, al juny del 2003, i una traducció de les cartes d'Oxirinc del classicista Amin Benaissa, membre de Lady Margaret Hall, Oxford, el 2009. Encara no s'han fet còpies conegudes del document originari.

## Transcripció
| « | [ ] . . [ ]ειν [ ] [ ] . . [ . ]ς̣ [ ... ] . [ . ] ̣[ ̣] ̣ε̣ως̣ ὡ̣ς̣ (ἐτῶν) .(.) ἧς ἐπρίατο παρὰ τοῦ ἑα̣(υτ ) [ὁ]μ̣ογνησ̣ί̣ου ἀδελ(φοῦ) Δη̣μ̣ᾶτ(ος) τῶν ἀπὸ τῆς α(ὐτῆς) πόλε(ως) δ(ιὰ) τοῦ ἐν Ὀξ(υρύγχων) πόλ(ει) ἀγορανομείου τῶι Καισαρε̣(ίῳ) [μ]η̣νὶ τοῦ ἐνε(στῶτος) ἔτους χα(λκοῦ) (ταλάντων) ι Γ´. vac. ? ἔρρω(σο). (ἔτους) β Αὐτοκράτορος Καίσαρος Νέρουα Τραιανοῦ Σεβα(στοῦ) Γερμανικοῦ μη(νὸς) Καισαρε̣(ίου) ἐπα[γομ(ένων)] ϛ. (m. 2) Κλήμης χρη̣μά(τισον). | ... e ... s '... de 8 anys (?), a qui comprà de son germà de sang Demes, de la mateixa ciutat, mitjançant la ciutat d'Oxirinc en l' oficina notarial agoranomeion en el mes d' d'aquest any, per 10 talents 3.000 [dracmas] de bronze. Comiat.' 'Any 2 del Emperador Cèsar Nerva Trajà August Germànic, mes de Cèsar, dia intercalar 6.' [Segona mà] 'Climent: registrat'. | » |

## Anàlisi

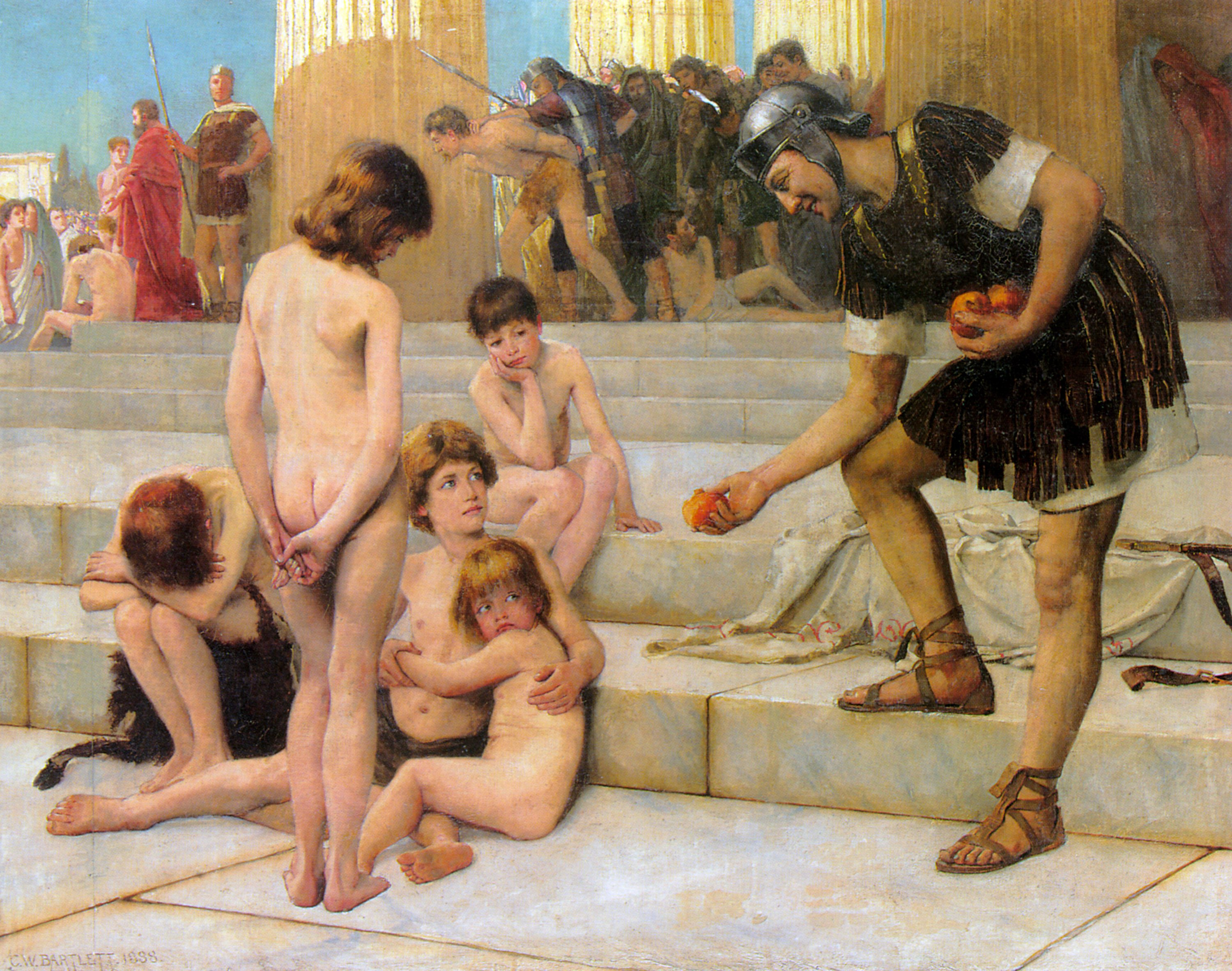
Xiquetes esclaves representades en Captius a Roma per Charles W. Bartlett, 1888

Aquest papir sembla documentar un registre per a la venda d'un esclau en l'Agoranomeion d'Oxirinc, 'oficina notarial'. Composta per deu magistrats coneguts com agoranomi, aquestes institucions en el món grecoromà supervisaven d'arbitratge els mercats, zones residencials i ports d'embarcament d'una ciutat. Tanmateix, en els assentaments egipcis com Oxirinc, el seu principal objectiu era mantenir registres i preservar contractes privats.
Així, segons Benaissa, tots els papirs d'Oxirinc que impliquen l'Agoranomeion es podrien classificar en tres grups: 
- (I) notificacions de cessió o hipoteca de terres
- (II) ordres de registrar la venda o hipoteca de cases i altres béns immobles o venda de persones esclaves
- (III) ordres de concedir manumissió a les persones esclaves ...[17]

El Papir Oxirinc 581 pertany a la segona categoria i es refereix al bescanvi d'una xiqueta esclava, d'uns vuit anys d'edat, entre un tal Demes i el seu germà de nom desconegut. Les dones constituïen uns dos terços de la població esclava de l'Egipte romà, i moltes foren criades com a expòsites en famílies ciutadanes, documentades en els censos contemporanis.
La data exacta del document, 29 d'agost del 99, es dedueix de les línies 12-16. El segon any del regnat de l'emperador Trajà fou l'any 99, amb «August», dit així per l'emperador romà inaugural August, que constituïa el «mes de Cèsar»; i el sisè dia intercalat del calendari copte es tradueix pel 29 del mes segons el calendari romà julià.

### Significat monetari
El document que descriu una transacció de persones esclaves està confirmat per la llista de preus de «10 talents 3.000 (dracmes) de bronze», considerada com un càrrec estàndard per als joves d'Oxirinc en els comentaris de J. David Thomas i William Linn Westermann, citant respectivament el P. Oxy. 2856 i P. Oxy. 48 com a exemples comparables. En cas contrari, P. Oxy. 581 destaca per una «omissió accidental», en què les 3.000 dracmes de bronze no foren convertides per a mostrar-ne el valor equivalent en argent, simplement enumerant «talents». Com que el bronze era una moneda obsoleta l'any 99, s'ha estat considerat un error inusual. La declaració de les vendes de persones esclaves era un requisit essencial per al registre a l'Agoranomeion, que també controlava els imposts sobre la transferència d'actius.
El notari, en aquest cas un tal Cecili Climent, està registrat de manera semblant en altres quatre papirs d'Oxirinc com un funcionari no especificat que registra transaccions en un termini d'uns 14 anys (86 - 100): P. Oxy. 241 es refereix al pagament d'una hipoteca, P. Oxy. 338 i P. Oxy. 340 descriuen la venda d'un habitatge, i P. Oxy. 4984 documenta la presentació d'un acord de préstec.